# William D. Brewer
William Dean Brewer (* 7. September 1943 in Boise, Idaho) ist ein US-amerikanischer Physiker.
Brewer studierte Chemie und Mathematik an der University of Oregon und wurde 1970 an der University of California, Berkeley, in physikalischer Chemie promoviert. 1970 ging er als Post-Doktorand und NSF Postdoctoral Fellow an die FU Berlin und war dort ab 1971 Assistenzprofessor. 1975 habilitierte er sich an der FU Berlin in Experimentalphysik und war dort ab 1977 Professor für Experimentalphysik. 1995 bis 1997 und 2003 bis 2005 war er Dekan des Fachbereichs Physik. 2008 wurde er emeritiert.
1965 war er Forschungsassistent am Los Alamos National Laboratory. 1973/74 und 1977 war er Gastwissenschaftler am Laboratoire de Physique des Solides des CNRS in Orsay. 1983 bis 1985 und 1988/89 war er Berater und Gastwissenschaftler bei der VLSI-Packing Gruppe am Thomas J. Watson Research Center von IBM, 1979/80 Gastwissenschaftler an der University of California, Berkeley (Lawrence Berkeley National Laboratory), 1982/83 Gastwissenschaftler an der Stanford University, 1985 und 1989 Gastprofessor in Grenoble (Centre de Récherches sur les très Basses Températures des CNRS), 1978 und 1989 an der Katholischen Universität Löwen, 1992 an der Universität Sao Paulo und 1997, 1999, 2005/06 am Centro Brasileiro de Pesquisas Físicas.
Er befasst sich mit Tieftemperaturphysik und nuklearer Festkörperphysik (nukleare Orientierung bei tiefen Temperaturen), Magnetismus in dünnen Filmen und Vielfachschichten und auf Oberflächen, lokalen magnetischen Momenten und magnetischer Kopplung in Ferromagneten und Spingläsern, Kernmomenten und Paritätsverletzung in der schwachen Wechselwirkung, Valenzinstabilitäten und Zwischenvalenzen in Materialien mit seltenen Erden, Kernspin-Gitter-Relaxation in verdünnten Legierungen und Ferromagneten. Dabei verwendet er Kernresonanzspektroskopie (NMR/ON), In-beam-PAD (Positron Activity Distribution), Mößbauerspektroskopie, Röntgen-Nahkanten-Absorptions-Spektroskopie (NEXAFS) und Photoelektronenspektroskopie mit Synchrotronstrahlung.
Er übersetzte auch über ein dutzend Lehrbücher und Monographien vom Deutschen ins Englische, zum Beispiel Hermann Haken/Hans Christoph Wolf, Physics of Atoms and Quanta (1984 und Folgeauflagen) und Molecular Physics and Elements of Quantum Chemistry (1995, 2004), Albrecht Unsöld/Baschek, The New Cosmos (1991, 2001), Hollemann/Wiberg, Textbook of Inorganic Chemistry (2001, mit M. L. Eagleson), Franz Schwabl Statistical Mechanics.
2020 veröffentlichte er mit Alfredo T. Tolmasquim eine Biographie des brasilianischen Physikers  Jayme Tiomno.

## Schriften (Auswahl)
- Recent Developments in Low-Temperature Nuclear Orientation, Rep. Progr. Phys., Band 53, 1990, S. 438–548
- Nuclear Orientation and NMRON in Rare Earths, Hyperfine Interactions, Band 59, 1990, S. 201–217
- mit J. Kapoor u. a.: Observation of Magnetism in Fe at an Interstitial Site in a Metal Host, Phys. Rev. Lett., Band 78, 1997, S. 1279–1282
- mit T. Phalet u. a.: Non-collinear magnetic hyperfine fields on the Ag spacers in Fe/Ag multilayers, Phys. Rev. Lett., Band 86, 2001, S. 902–905.
- mit R. Kisch u. a.: The formation of orbital moments on iron impurities in Ag1-xAux alloys, Europhys. Lett., Band 59, 2002, S. 430–437
- mit A. Scherz u. a.: Direct Observation of Orbital Magnetism in Dilute 3d Impurities, Phys. Rev. Lett., Band  93, 2004, S. 077205
- als Herausgeber: Modern Methods for Investigating Magnetism, in: R. V. Narlikar (Hrsg.), Frontiers in Magnetic Materials, Springer 2005, S. 1–42.
- Kurt Gödel. Metamathematisches Genie. Springer, Cham 2024, ISBN 978-3-031-43150-0